# Elegia equisetacea
Elegia equisetacea är en gräsväxtart som först beskrevs av Maxwell Tylden Masters, och fick sitt nu gällande namn av Maxwell Tylden Masters. Elegia equisetacea ingår i släktet Elegia och familjen Restionaceae. Inga underarter finns listade i Catalogue of Life.